# Департман за српску и компаративну књижевност Филозофског факултета у Нишу
Департман за српску и компаративну књижевност Филозофског факултета у Нишу основан је 1987. године. Департман организује основне студије (са Департманом за српски језик) и мастер и докторске студије.

## Историјат
Проучавање књижевности на Филозофском факултету почело је оснивањем Студијске групе за српскохрватски језик и југословенске књижевности 1987. године (касније промењено у Студијска група за српски језик и књижевност). Први управник Групе био је проф. др Борислав Првуловић, а први професори били су др Недељко Богдановић, др Радослав Раденковић и др Слободан Реметић. Група је имала две катедре –за српски језик и за књижевност. Године 2008. формирана су два департмана. Први управник Департмана за српску и компаративну књижевност била је проф. др Дубравка Поповић Срдановић. Департман једном годишње организује научне скупове посвећене проблемима проучавања књижевности и културе. Наставници и сарадници Департмана учествују на домаћим и иностраним научним скуповима, држе предавања по позиву на универзитетима у земљи, региону и иностранству. Године 2009. департман је покренуо часопис Philologia Mediana.

## Студијски програм
Студијски програм на Департману за српску и компаративну књижевност омогућава стицање теоријско-методолошких, научних и стручних знања из области српског језика, науке о језику, српске књижевности и науке о књижевности. Обим студија на основним академским студијама подразумева 240 ЕСПБ, и студенти стичу академски назив дипломирани филолог (за српски језик и књижевност).

## Међународна сарадња
Департман (са Департманом за српски језик) сарађује са катедрама за славистику и бугаристику Универзитета у Великом Трнову, што подразумева узајамне посете наставника и студената, организовање научних скупова и штампање заједничких тематских зборника.